# Мутт, Антон Васильевич
Анто́н Васи́льевич Мутт (эст. Anton Mutt; 22 июня 1933, Тарту, Эстония — 25 марта 2003) — советский и эстонский фотограф и кинооператор.

## Биография
Родился 22 июня 1933 года в Тарту. Отец — лесовод Василий Мутт.
В 1956 году окончил Таллинский политехнический институт по специальностям «инженер-химик» и «технолог». В 1967 году окончил ВГИК по специальности «кинооператор». В 1960—1989 годах по этой специальности работал на киностудиях «Таллинфильм» и «Ээсти Телефильм». При его участии был создан первый полнометражный музыкальный телевизионный фильм «День, полный песни» (1960) и первый цветной телевизионный фильм «Фантазия Таллина» (1968). В 1970 году дебютировал как сценарист и режиссёр фильмом «Сольнок».
В 1981 году совместно со звукорежиссёром Хейно Педусааром написал книгу «Valgustus filmimisel ja fotograafimisel», дающую азы освещения для кино- и фотосъёмок.
Умер 25 марта 2003 года.

## Фильмография
- 1960 — Актёр Йоллер / Näitleja Joller
- 1960 — День, полный песни / Helisev päev
- 1962 — Марту Саару 80 лет / Mart Saar 80-aastane
- 1962 — Мой друг / Minu sõber
- 1962 — Романтики / Romantikud
- 1963 — Разум, воля, работа и Лаутер / Mõistus, tahe, töö ja Lauter
- 1963 — Альберт Юксип / Albert Üksip
- 1963 — Белые слоны / Mäed kui valged elevandid
- 1965 — Пой, раскрой свои крылья / Laul, ava tiivad
- 1965 — Кристьян Рауд / Kristjan Raud
- 1965 — От трёх до двенадцати / Kolmest kaheteistkümneni
- 1965 — В суровый край / Külmale maale
- 1966 — Акварель одного лета / Ühe suvi akvarellid
- 1966 — Долг / Võlg
- 1966 — Мелодия-66 / Meloodia 66
- 1967 — Юлле Улла / Ülle Ulla
- 1967 — Радуга / Vikerkaar
- 1967 — Джаз-67 / Jazz 67
- 1968 — Мелодия-68 / Meloodia 68
- 1968 — Сделано в Эстонии / Made in Estonia
- 1968 — Фантазия Таллина / Katused ja korstnad
- 1968 — Затемнённые окна. 1 серия / Pimedad aknad. I seeria
- 1969 — Галерея танцев / Tantsugalerii
- 1969 — Советская песня. Георг Отс / Nõukogude laul. Georg Ots
- 1969 — В. А. Моцарт… Георг Отс / W. A. Mozart… Georg Ots
- 1969 — Маленький концерт 1 / Väike kontsert I
- 1970 — Сольнок / Szolnok
- 1970 — Повелитель песни / Laulutaat
- 1970 — Финальный концерт «Entel-tentel» / Entel-tenteli lõppkontsert
- 1970 — Инспирация / Duett-duell
- 1970 — Час искушений / Ahvatluste tund
- 1970 — «Ellerhein» в Болгарии / «Ellerhein» Bulgaarias
- 1970 — Ключик / Võtmeke
- 1970 — Между тремя чумами / Kolme katku vahel
- 1971 — / Siia, siia, siirdu, viirgu!
- 1971 — Уно / Uno
- 1971 — Песни революции / Revolutsioonilaulud
- 1971 — Молодые музыканты / Noored muusikud
- 1971 — Играет Аби Зейдер / Mängib Abi Zeider
- 1971 — Ансамбль «Лейгарид» / Leigarid
- 1971 — При свечах / Küünlavalgel
- 1972 — День без химии / Päev keemiata
- 1972 — Советская Эстония / Nōukogude Eesti
- 1972 — Морские ворота / Mereväravad
- 1972 — Концертная программа «Кола Брюньон» / Kontsertprogramm «Colas Breugnon»
- 1973 — Морской камень / Mere kivi
- 1973 — Серебряный корабль / Hõbelaev
- 1974 — Кузница / Sepikoda
- 1974 — Органное звучание / Orelitoonid
- 1974 — Внутри органа / Oreli sisse minek
- 1975 — Наказание неизбежно / Seaduslikkuse kaitsel
- 1975 — Отт Кангиласки / Ott Kangilaski
- 1975 — От конгресса к конгрессу / Kongressist kongressini
- 1976 — Волынка / Torupill
- 1976 — Мастера и музыканты / Meistrid ja muusikud
- 1976 — Краски органа / Kuidas portreteerida orelit
- 1976 — Вечно живое бельканто / Igihaljas bel canto
- 1976 — Эйнари Коппель в роли призмы / Einari Koppel rollideprismas
- 1977 — Солдат без песни не солдат / Sõdur laulute pole sõdur
- 1977 — Вечер романтики / Romansside õhtu
- 1977 — История о чуде / Imelugu
- 1978 — Поёт Вольдемар Куслап / Laulub Voldemar Kuslap
- 1978 — Поёт Мати Пальм / Laulab Mati Palm
- 1978 — Год третий — год ударный. Экономия белковых ресурсов / Kolmas aasta — lööktööaasta. Valguprobleemid
- 1978 — Камень, дерево, металл / Elu ja aeg kivis, puus, metallis
- 1978 — Стерео / Stereo
- 1979 — Замок студентов / Tudengiloss
- 1979 — Звёзды олимпийской регаты / Olümpiaregati tähed
- 1979 — Маэстро Тийт Куузик в театре «Эстония» / Maestro Tiit Kuusik Estonia teatris
- 1979 — Два ансамбля / Kaks ansamblit
- 1979 — Энн Пыльдроос / Enn Põldroos
- 1981 — За лесами / Metsage taga
- 1981 — Леэзи Эрм / Leesi Erm
- 1981 — Лунное сияние / Kuukiired
- 1981 — Хендрик Крумм на оперной сцене / Hendrik Krumm ooperilaval
- 1981 — Два дня из жизни Виктора Кингисеппа / Kaks päeva Viktor Kingissepa elust (мини-сериал)
- 1982 — Мелодии озера дружбы / Peipsi viisid
- 1982 — Государственный академический театр «Эстония» / Kolmveerand sajandid Estonia teatrit
- 1983 — Фантазии воздушного змея / Tuulelohe, luulelohe
- 1983 — Музыкальное зеркало / Muusikapeegel
- 1983 — Музыка продолжается / Muusika jätkub
- 1983 — Средь шумного балла / Kesk voogavat balli
- 1984 — Вечный огонь / Igavene tuli
- 1985 — Главный дирижёр / Peadirigent
- 1985 — Вспомни, солдат! / Meenuta, sõjamees!
- 1985 — Дуга песни 85 / Laulukaar '85
- 1985 — Партия всего народа / Kogu rahva pidu
- 1985 — Радость жизни / Elurõõm
- 1985 — Концерт мастеров искусств Эстонской ССР / ENSV kunstimeistrite kontsert
- 1985 — С весной в сердце / Kevad südames
- 1986 — Таллинский карнавал / Tallinna karneval
- 1987 — Волынщики / Torupillimängud
- 1987 — Сулев Ныммик / Sulev Nõmmik
- 1987 — Отвергнутые / Heidikud
- 1987 — Гараж / Garaaž
- 1987 — Русалочьи отмели. 1 серия / Näkimadalad. I jagu
- 1988 — Караван движется дальше / Karavan liigub edasi
- 1988 — Джордано / Giordano
- 1989 — Рыбный день / Kalapäev

## Награды и премии
- 1960 — Диплом 1 степени на Всесоюзном фестивале телевизионных фильмов в Москве за фильм «Актёр Йоллер»
- 1964 — Премия Союза журналистов Эстонской ССР за фильм «Разум, воля, работа и Лаутер»
- 1966 — Премия Союза журналистов Эстонской ССР за фильм «Кристьян Рауд»
- 1966 — Премия за лучшую операторскую работу в игровом фильме на на 1-м Всесоюзном фестивале телевизионных фильмов в Киеве за фильм «В суровый край»
- 1967 — Диплом лучшему оператору на 3-м фестивале фильмов стран Балтии, Беларуси и Молдовы за фильм «Долг»
- 1969 — Диплом «За высокое профессиональное мастерство в кинематографии» на 1-м Всесоюзном конкурсе цветных фильмов в Москве за фильм «Фантазия Таллина»
- 1969 — Премия за операторскую работу на 3-м Всесоюзном кинофестивале за фильм «Затемнённые окна»
- 1993 — Почётная премия студии «Ээсти Телефильм» «Кадака-Ясс»[1]